# Manger
Manger er en by i Radøy kommune i Vestland fylke i Norge, beliggende på vestsiden af øen Radøy Den var en selvstændig herredskommune fra 1838 i henhold til formannskapslovene fra 1837. Byen har 	840 indbyggere (2012).

## Den tidligere kommune Manger
Manger var tidligere en selvstændig kommune, og efterhånden blev sognene Hella, Hjelme, Sæbø og Hordabø skilt fra til egne selvstendige herredskommuner. Ved kommunesammenlægningen der fra 1964 gik Manger kommune ind i den nye Radøy kommune, sammen med kommunerne Sæbø og Hordabø. Kommunen lå i Nordhordland, og før kommunesammenlægningen grænsedet den til Hordabø kommune i nord, til Lindås i øst, til Sæbø i syd og til Hjelme kommune i vest.